# Vossloh Euro
De Vossloh Euro, sinds 2016 Stadler Euro, is een locomotiefplatform dat gebouwd wordt in het Spaanse Valencia. De fabriek was tot 1 januari 2016 onderdeel van het Vossloh concern, sindsdien is het onderdeel van Stadler Rail. De naam wordt altijd gevolgd door een duizendtal dat is afgeleid van het vermogen of de aanduiding Light of Dual. De aanduiding Euro wordt vervangen indien de locomotieven voor een ander spoorwegnet dan het Europese normaalspoornet bedoeld is, bijvoorbeeld de UK Light. In enkele gevallen is er nog een verdere onderverdeling ten behoeven van passagiers of goederenvervoer.

## Uitvoeringen

### Eerste generatie
Het productplatform is begonnen met de Euro 3000 en Euro 4000, een vierassige, respectievelijk een zesassige dieselelektrische locomotief. Beide uitvoeringen zijn er in een variant voor passagiers- en een variant voor goederenvervoer, echter is de Euro 3000 freight tot op heden niet daadwerkelijk gebouwd. Bij de levering van locomotieven aan de Israëlische spoorwegen is men voor de tractiemotoren overgegaan op het gebruik van wisselstroommotoren.
Als uitbreiding van de productfamilie heeft men de Euro Light ontwikkeld, een variant met als voornaamste voordeel een lagere aslast. Deze is alleen gebouwd als uitvoering voor in het Verenigd-Koninkrijk als UK Light (class 68) die voldoet aan het aldaar geldende kleinere omgrenzingsprofiel. Als verdere ontwikkeling volgde de UK Dual (class 88) als elektrische machine met een dieselmotor.
| Naam                                  | Naam  | Euro 3000          | Euro 3000          | Euro 3000          | Euro 4000          | Euro 4000          | Euro light         | Euro light         | UK                 | UK                 |
| Naam                                  | Naam  | passengers         | freight            | AC                 | passengers         | freight            | passengers         | freight            | Light              | Dual               |
| ------------------------------------- | ----- | ------------------ | ------------------ | ------------------ | ------------------ | ------------------ | ------------------ | ------------------ | ------------------ | ------------------ |
| Serie                                 | Serie |                    |                    |                    |                    |                    |                    |                    | Class 68           | Class 88           |
| Asindeling                            |       | Bo'Bo'             | Bo'Bo'             | Bo'Bo'             | Co'Co'             | Co'Co'             | Bo'Bo'             | Bo'Bo'             | Bo'Bo'             | Bo'Bo'             |
| Max. snelheid optioneel               | km/h  | 200                | 120                | 200                | 160                | 120                | 140 200            | 120                | 160 200            | 160                |
| Lengte                                | m     | 21,500             | 21,500             | 21,000             | 23,020             | 23,020             |                    |                    | 20,50              | 20,50              |
| Omgrenzingsprofiel                    |       | G1 / UIC 505-1     | G1 / UIC 505-1     | G1 / UIC 505-1     | G1 / UIC 505-1     | G1 / UIC 505-1     | G1 / UIC 505-1     | G1 / UIC 505-1     | UK Gauge           | UK Gauge           |
| Gewicht                               | ton   | 85                 | 82                 | 88                 | 123                | 126                |                    |                    | 85,5               | 85,5               |
| Beladingsklasse Aslast                | ton   | L421,5 21,3        | L420,5             | L422,0             | L621 20,5          | L621 21,0          | < 20               | < 20               | RA7 21,4           | RA7 21,4           |
| Vermogen diesel                       | kW    | 2.390              | 2460               | 2.454              | 3.178              | 3.178              | 2.300 of 2.800     | 2.300 of 2.800     | 2.800              | 708                |
| Vermogen elektrisch (AC)              | kW    | -                  | -                  | -                  | -                  | -                  | -                  | -                  | -                  | 4.000              |
| Bovenleidingspanning                  | AC DC | -                  | -                  | -                  | -                  | -                  | -                  | -                  | -                  | 25 kV              |
| Aanzetkracht                          | kN    | 178                | 280                | 305                | 325                | 400                |                    |                    | 317                | 317                |
| Overbrenging generator - tractiemotor |       | elektrisch AC - DC | elektrisch AC - DC | elektrisch AC - AC | elektrisch AC - DC | elektrisch AC - DC | elektrisch AC - AC | elektrisch AC - AC | elektrisch AC - AC | elektrisch AC - AC |
| Ophanging                             |       | frame mounted      | tramophanging      | frame mounted      | tramophanging      | tramophanging      |                    |                    | frame mounted      | frame mounted      |
| Motor                                 |       | EMD 12-710 G3C‑U2  | EMD 12-710 G3C‑U2  | EMD 12-710         | EMD 16-710 G3C‑U2  | EMD 16-710 G3C‑U2  |                    |                    | Cat C175‑16        | Cat C17            |
| Tankinhoud                            | L     | 3.000 opt. 4.000   | 3.000 opt. 4.000   | 6.000              | 6.000              | 7.000              |                    |                    | 5.6000             |                    |
| Draaistelafstand                      | m     | 13,20              | 13,20              |                    | 14,60              | 14,60              |                    |                    | 11,83              |                    |
| Radstand                              | m     | 2,60               | 2,60               |                    | 2× 1,80            | 2× 1,80            |                    |                    |                    |                    |
| Bronnen                               |       | [ 1 ]              | [ 2 ]              | [ 3 ]              | [ 4 ]              | [ 5 ]              | [ 6 ]              | [ 6 ]              | [ 7 ] [ 8 ] [ 9 ]  | [ 10 ] [ 11 ]      |

### Tweede generatie
Na de overname door Stadler is het platform doorontwikkeld. Op basis van de Euro 4000 en de UK Dual werd de EuroDual ontwikkeld, waarmee een machine ontstond die zowel een (meersysteem) elektrische- als een volwaardige diesellocomotief was. Met dezelfde opbouw als basis zijn er verschillende andere varianten mogelijk. De versie met alleen een dieselaandrijving wordt Euro4001 genoemd. De puur elektrische varianten krijgen de aanduiding Euro, gevolgd door een duizendtal ter aanduiding van het vermogen. Alle elektrolocomotieven kunnen worden geleverd voor verschillende combinaties van bovenleidingspanningen.

#### EuroDual / Zes-assers
| Naam                     | Naam  | Euro4001                | EuroDual                           | Euro6000                | Euro9000                | UK‑Dual              |
| ------------------------ | ----- | ----------------------- | ---------------------------------- | ----------------------- | ----------------------- | -------------------- |
| Type                     | Type  | D28                     | E15/25 D28                         | E25/3/1.5               | E25/15/3/1.5 2D9.5      |                      |
| Serie                    | Serie |                         | BR (2)159                          |                         |                         | Class 99             |
| Max. snelheid optioneel  | km/h  | 120 160                 | 120 160                            | 120 160                 | 120 160                 | 120 160              |
| Snelheidsbeperkingen     | km/h  | 100 (B)                 | 100 (AT)                           |                         | 100 (AT)                |                      |
| Lengte                   | m     | 23,020                  | 23,020                             | 23,020                  | 23,020                  |                      |
| Omgrenzingsprofiel       |       | G1 / UIC 505-1          | G1 / UIC 505-1                     | G1 / UIC 505-1          | G1 / UIC 505-1          | UK Gauge             |
| Gewicht                  | ton   | 120-123                 | 123                                | 120                     | 120                     | 113                  |
| Beladingsklasse Aslast   | ton   |                         | CM4 20,5                           | 20                      | 20                      |                      |
| Vermogen diesel          | kW    | 2.800                   | 2.800                              | -                       | 1.900                   | 1.790                |
| Vermogen elektrisch (AC) | kW    | -                       | 6.150                              | 6.000                   | 9.000                   | 6.170                |
| Bovenleidingspanning     | AC DC | -                       | 15/25 kV                           | 25 kV 1,5/3 kV          | 15/25 kV 1,5/3 kV       | 25 kV                |
| Aanzettrekkracht         | kN    | 500                     | 500                                | 500                     | 500                     | 500                  |
| Continue trekkracht      | kN    | 460                     |                                    | 430                     | 430                     | 430                  |
| Ophanging                |       | Ritzelhohlwellenantrieb | Ritzelhohlwellenantrieb            | Ritzelhohlwellenantrieb | Ritzelhohlwellenantrieb |                      |
| Motor                    |       | Cat C175‑16             | Cat C175‑16                        | -                       | 2× Cat C32              | Cummins QSK50        |
| Brandstoftank            | L     | 6.400                   | 3.500                              | -                       | 1.800                   | 3.000                |
| Ureatank                 | L     |                         | 400                                | -                       |                         | 300                  |
| Draaistelafstand         | m     | 14,00                   | 14,00                              | 14,00                   | 14,00                   |                      |
| Radstand                 | m     | 2x 1,80                 | 2x 1,80                            | 2x 1,80                 | 2x 1,80                 |                      |
| Bronnen                  |       | [ 12 ] [ 13 ] [ 14 ]    | [ 15 ] [ 16 ] [ 17 ] [ 18 ] [ 19 ] | [ 20 ]                  | [ 21 ]                  | [ 22 ] [ 23 ] [ 24 ] |

Overige varianten:
| Eurodual E25/3-ES     | Euro6000 breedspoorvariant voor Spanje. |
| Eurodual E25/1.5H D30 | EuroDual prototype voor Frankrijk.      |

#### Eurolight / Vier-assers
| Naam                     | Naam   | UK Light                | UK Dual       |                      | ADIF           | Trenitalia     |   |
| ------------------------ | ------ | ----------------------- | ------------- | -------------------- | -------------- | -------------- | - |
| Serie                    | Serie  | Class 68                | Class 88      | Class 93             |                | E464           |   |
| Max. snelheid optioneel  | km/h   | 160 200                 | 160           | 175                  | 160            | 160            |   |
| Lengte                   | m      | 20,50                   | 20,50         | 20,50                | 21,31          |                |   |
| Omgrenzingsprofiel       |        | UK Gauge                | UK Gauge      | UK Gauge             | G1 / UIC 505-1 | G1 / UIC 505-1 |   |
| Gewicht                  | ton    | 85,5                    | 85,5          | 86                   | 88             | 80             |   |
| Beladingsklasse Aslast   | ton    | RA7 21,4                | RA7 21,4      | RA7                  | D4 22          | C2 20          |   |
| Vermogen diesel          | kW     | 2.800                   | 708           | 900                  | 2.800          | 1.800          |   |
| Vermogen accus           | kW kWh | -                       | -             | 400 80               | -              | -              | - |
| Vermogen elektrisch (AC) | kW     | -                       | 4.000         | 4.600                | -              | 3.000          |   |
| Bovenleidingspanning     | AC DC  | -                       | 25 kV         | 25 kV                | -              | 3 kV           |   |
| Aanzettrekkracht         | kN     | 317                     | 317           | 290                  | 333            | 330            |   |
| Motor                    |        | Cat C175‑16             | Cat C17       | Cat C32              | Cat C175‑16    |                |   |
| Tankinhoud               | L      | 5.600                   |               | 1.800                | 5.000          | 2.000          |   |
| Draaistelafstand         | m      | 11,83                   | 11,83         |                      | 11,83          |                |   |
| Radstand                 | m      |                         |               |                      | 2,80           |                |   |
| Bronnen                  |        | [ 6 ] [ 7 ] [ 8 ] [ 9 ] | [ 10 ] [ 11 ] | [ 25 ] [ 26 ] [ 27 ] | [ 28 ] [ 29 ]  | [ 30 ]         |   |

## Klanten

### Eerste generatie
De onderstaande tabel geeft een onvolledig klantenoverzicht.
| Klant           | Jaartal   | Aantal | Uitvoering                   | Serie      | Spoorwijdte | Opmerkingen                |
| --------------- | --------- | ------ | ---------------------------- | ---------- | ----------- | -------------------------- |
| RENFE           | 2004      | 28     | Euro 3000 passengers         | Serie 334  | 1.668 mm    |                            |
| Alpha Trains    | 2006      | 24     | Euro 4000 freight            |            | 1.668 mm    |                            |
| Takargo         | 2008      | 7      | Euro 4000 freight            | Serie 6000 | 1.668 mm    |                            |
| Israel Railways | 2011/2012 | 24     | Euro 3000 passengers         |            | 1.435 mm    |                            |
| Israel Railways | 2011      | 24     | Euro 4000 freight/passengers |            | 1.435 mm    |                            |
| Beacon Rail     |           |        | Euro 4000 freight            |            | 1.435 mm    | voor Europorte en CargoNet |
| VFLI            | 2017      | 3      | Euro 4000 freight            |            | 1.435 mm    | voor VFLI                  |
| ETF             | 2013      | 2      | Euro 4000                    |            | 1.435 mm    |                            |
| DRS/Beacon Rail | 2013      | 32     | UK Light                     | class 68   | 1.435 mm    |                            |
| DRS/Beacon Rail | 2015      | 10     | UK Dual                      | class 88   | 1.435 mm    |                            |

## Afbeeldingen

### Eerste generatie

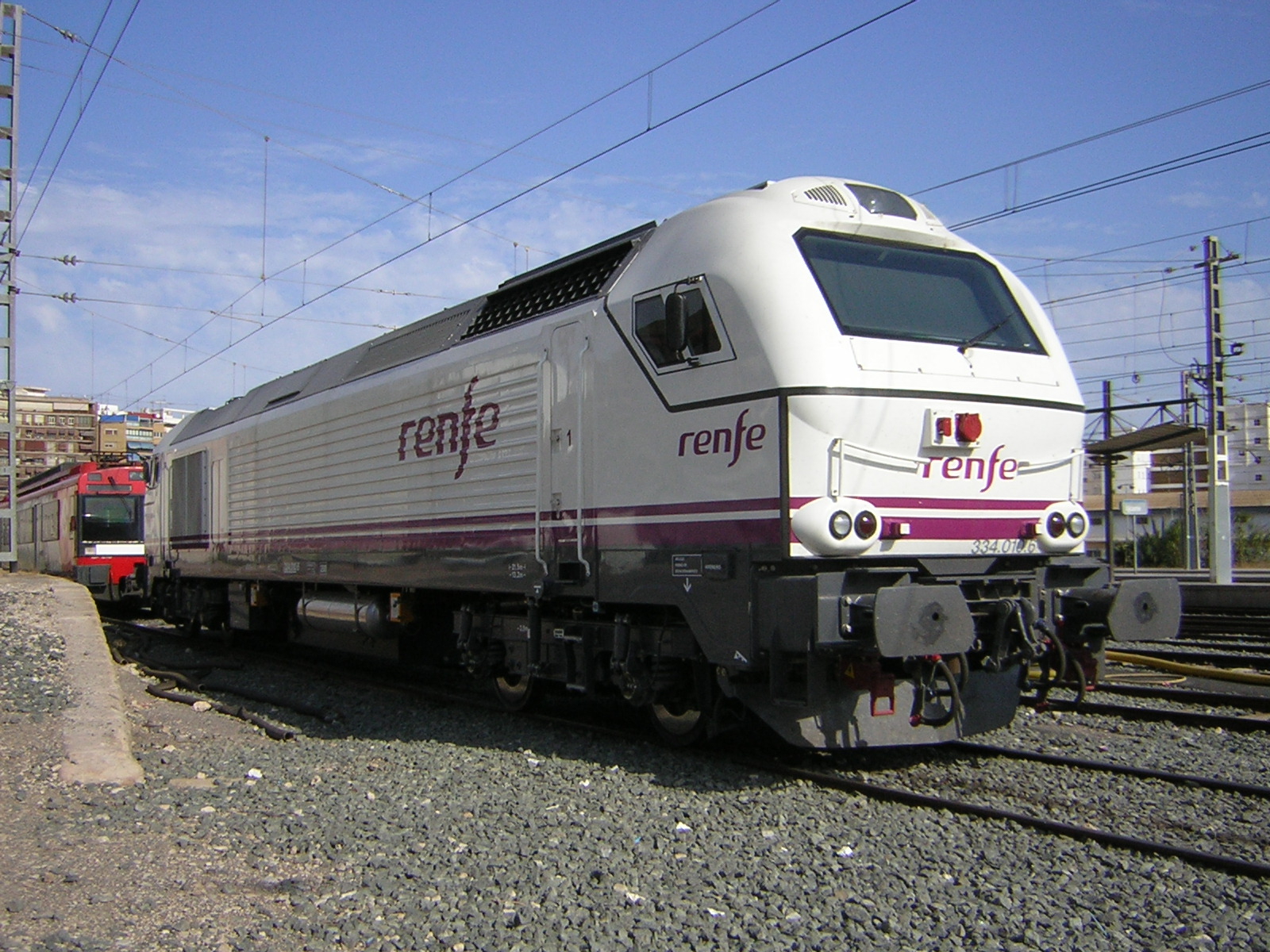
Euro 3000; Serie 334 van de RENFE.
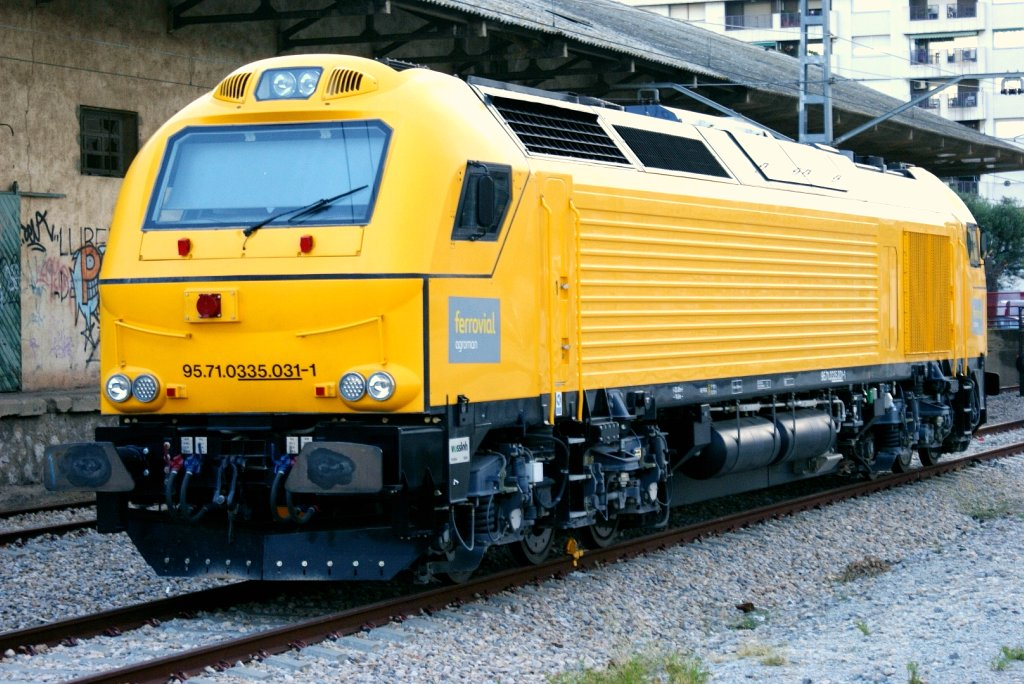
Euro 4000 freight; Serie 335 van Ferrovial-Agroman.
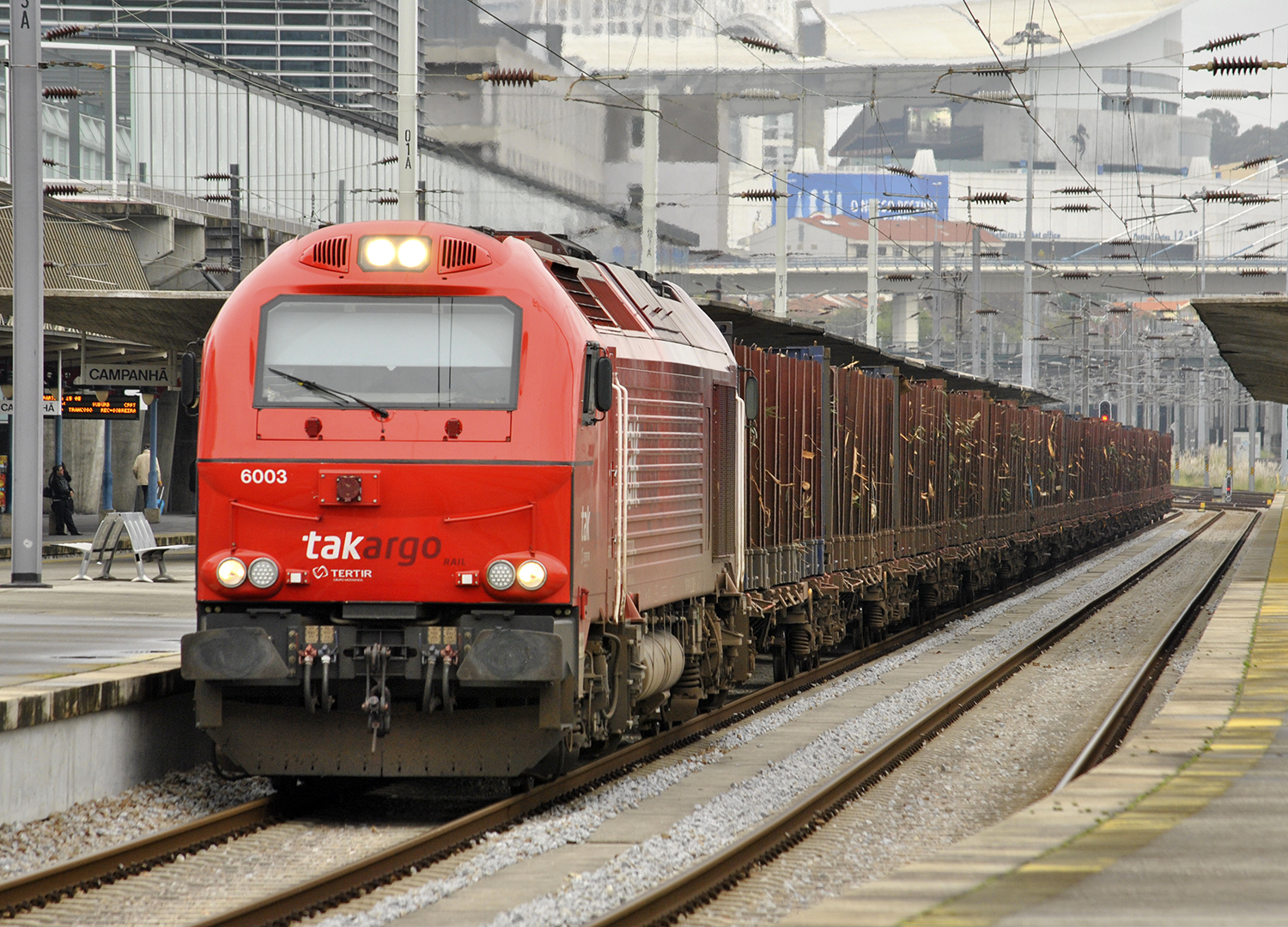
Euro 4000 freight; Locomotief 6003 van Takargo.
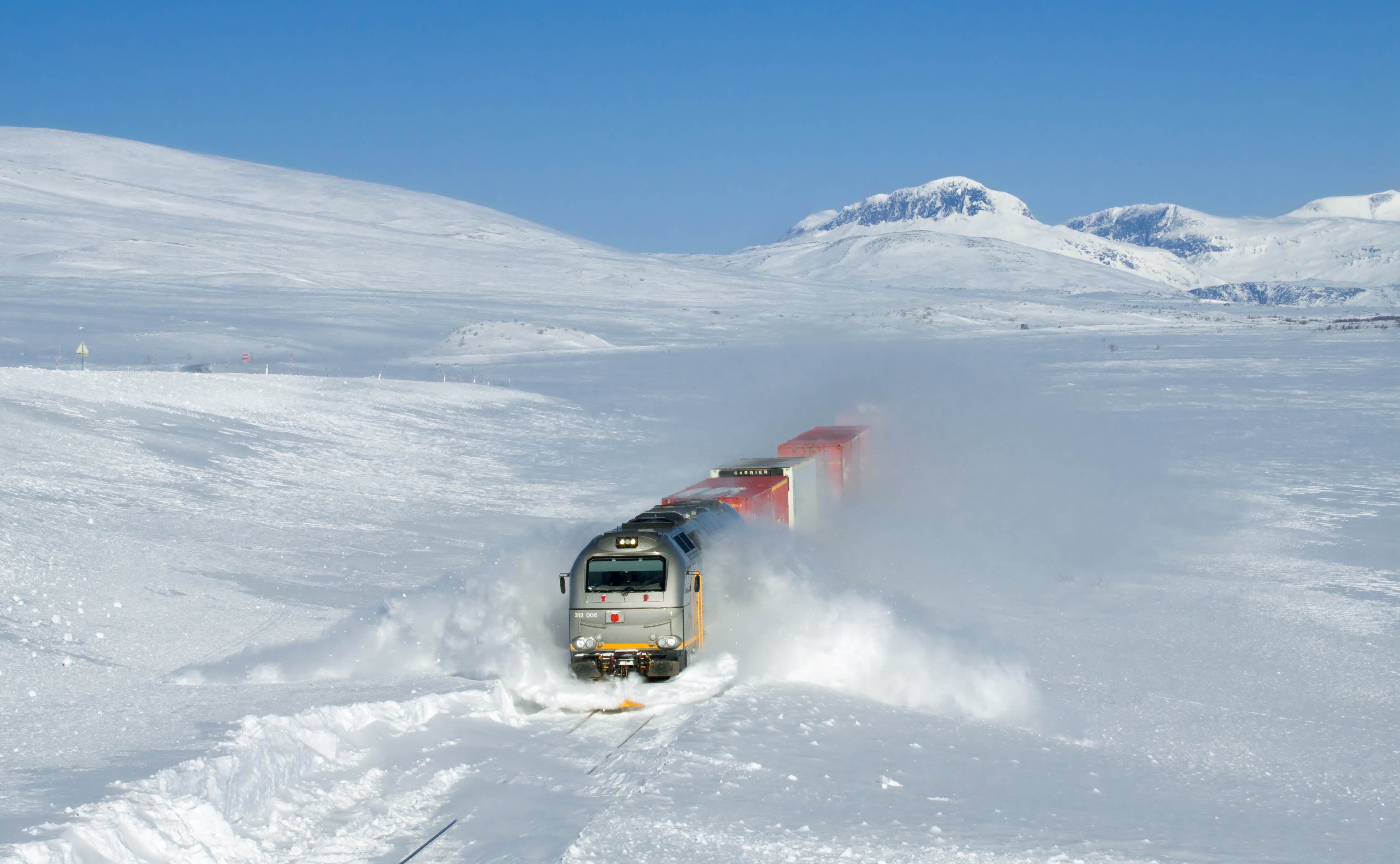
Euro 4000 freight; CargoNet 312 006 (type Di 12).
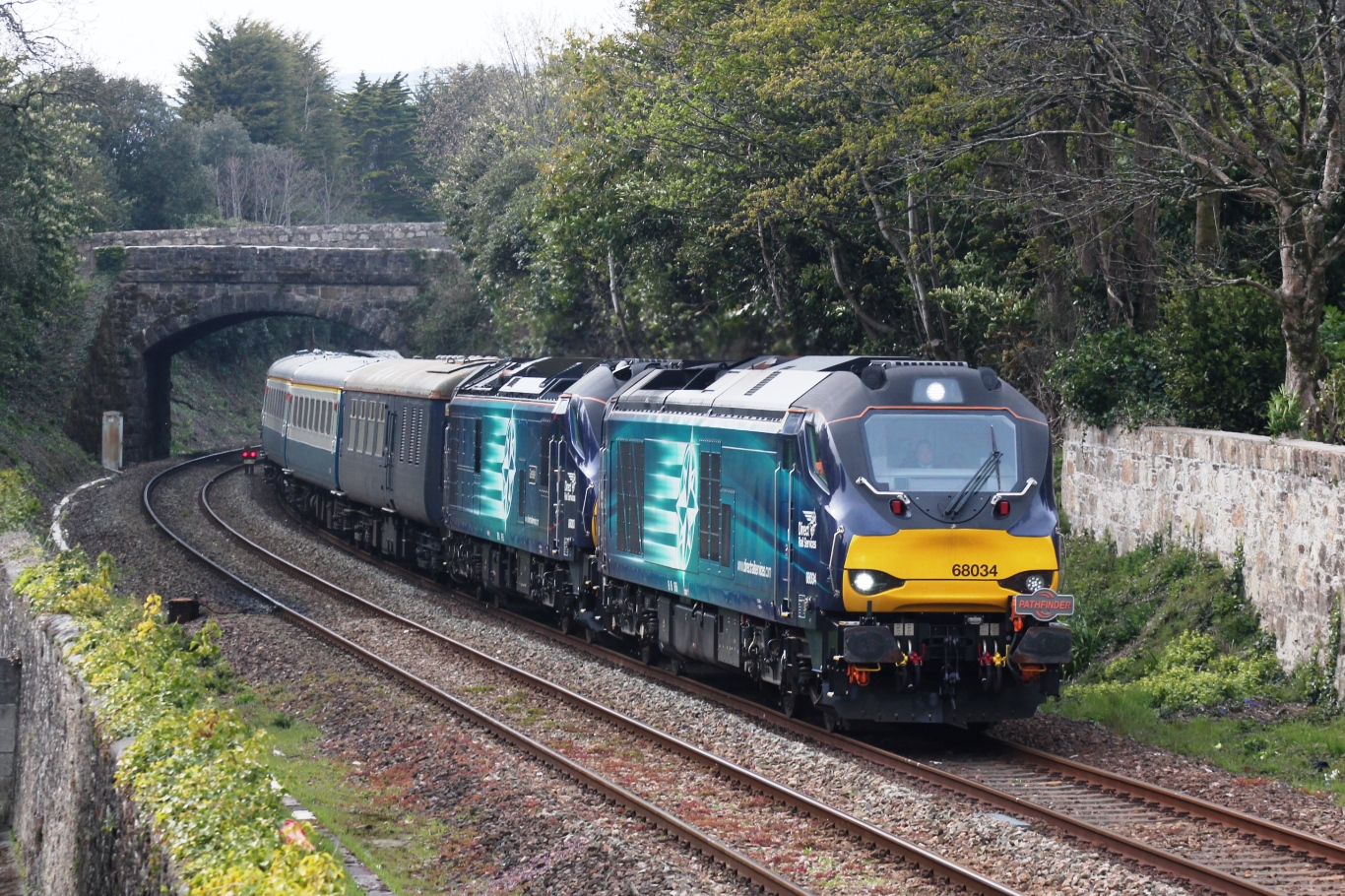
UK Light en UK Dual in dubbeltractie.

### Tweede generatie

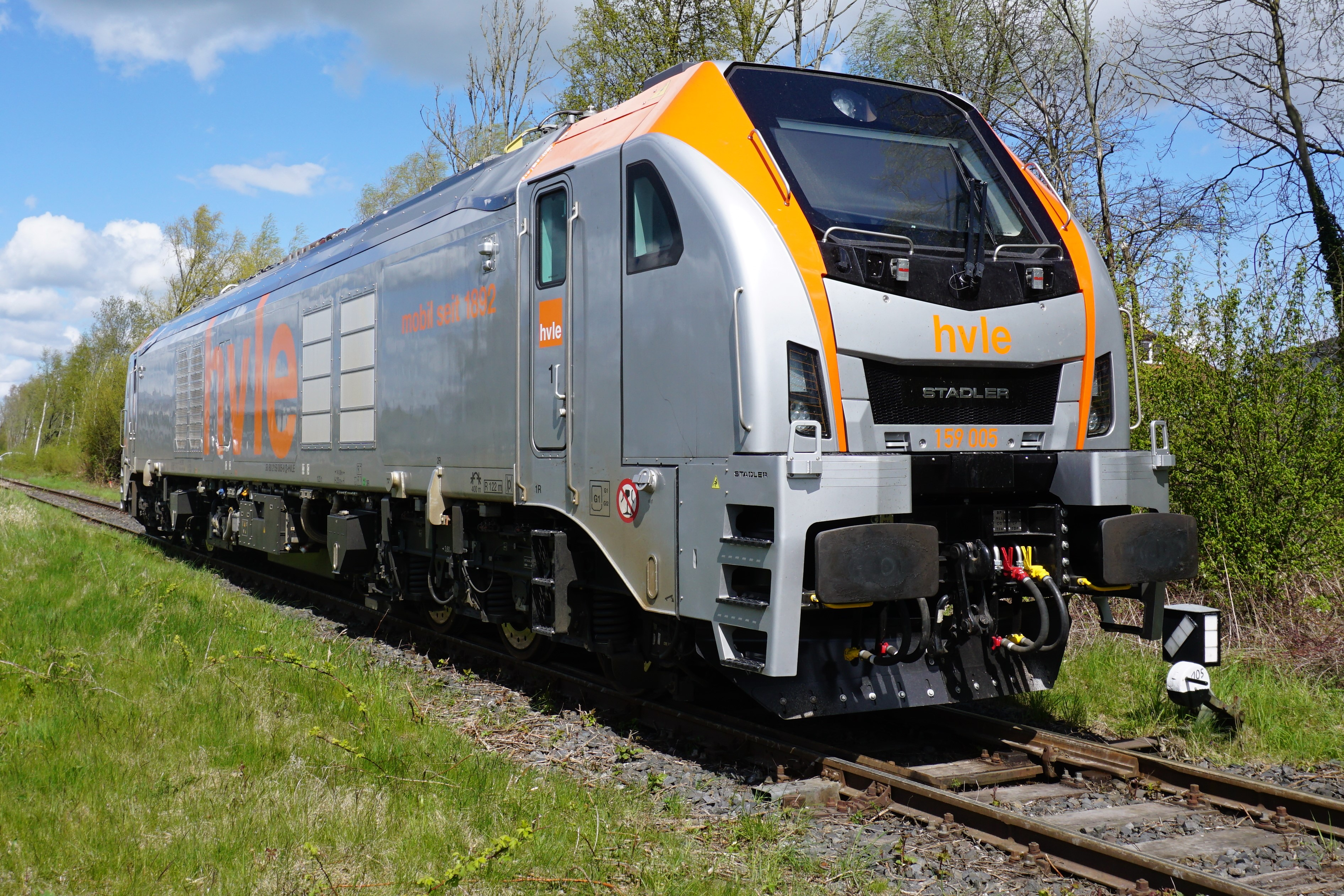
EuroDual van HVLE met eerste kopvorm.
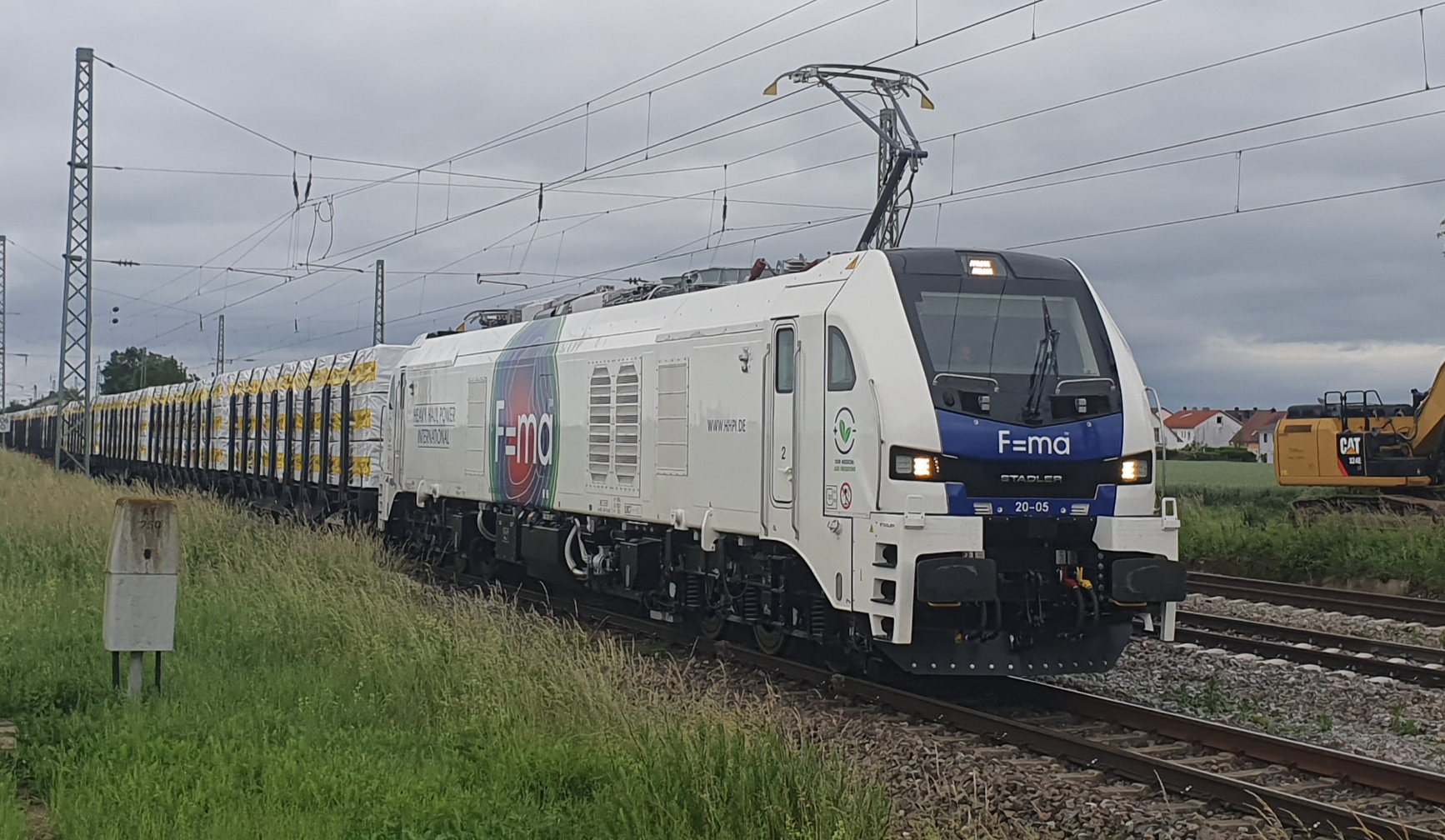
EuroDual van HHPI met tweede kopvorm.
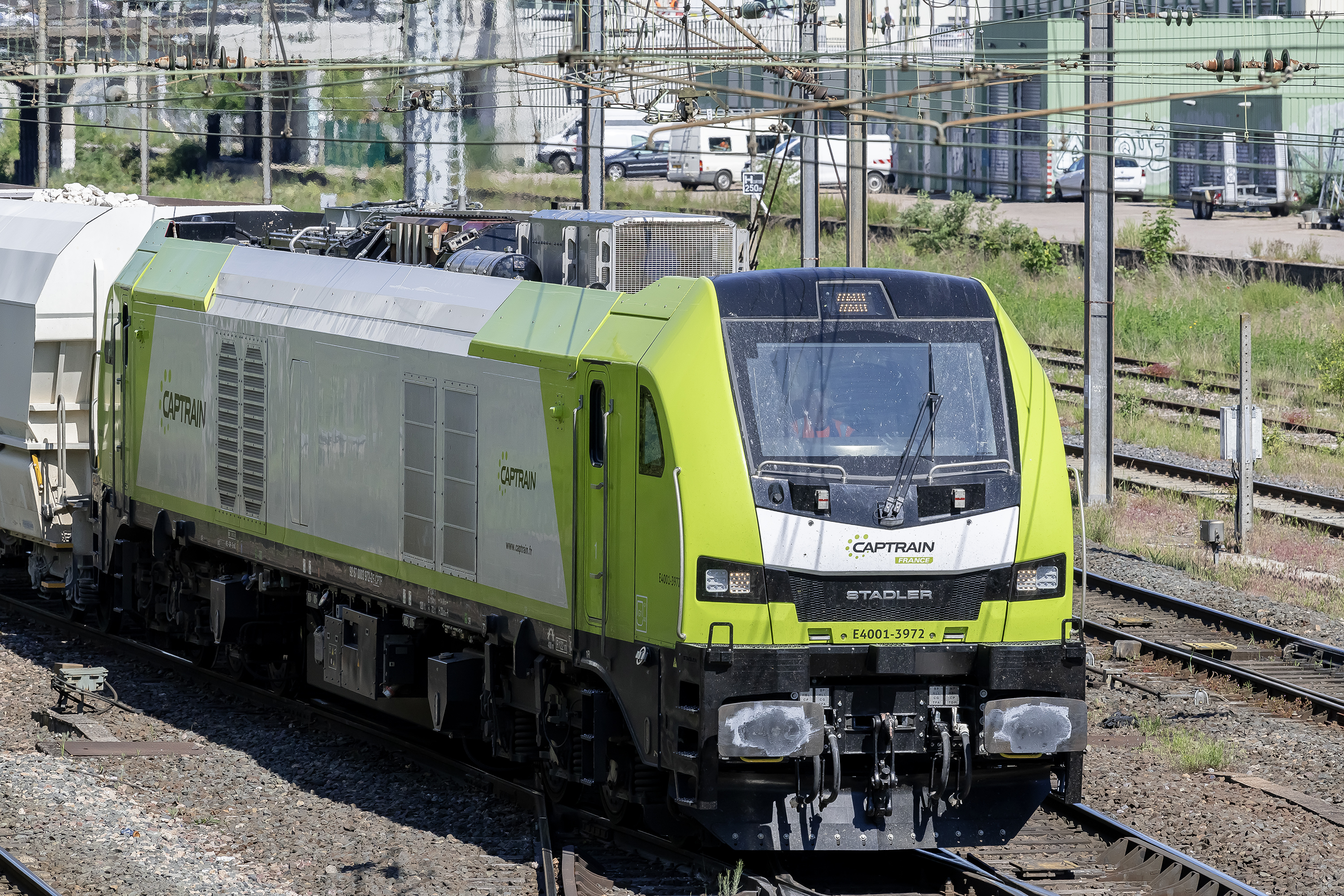
Euro4001 van Captrain France
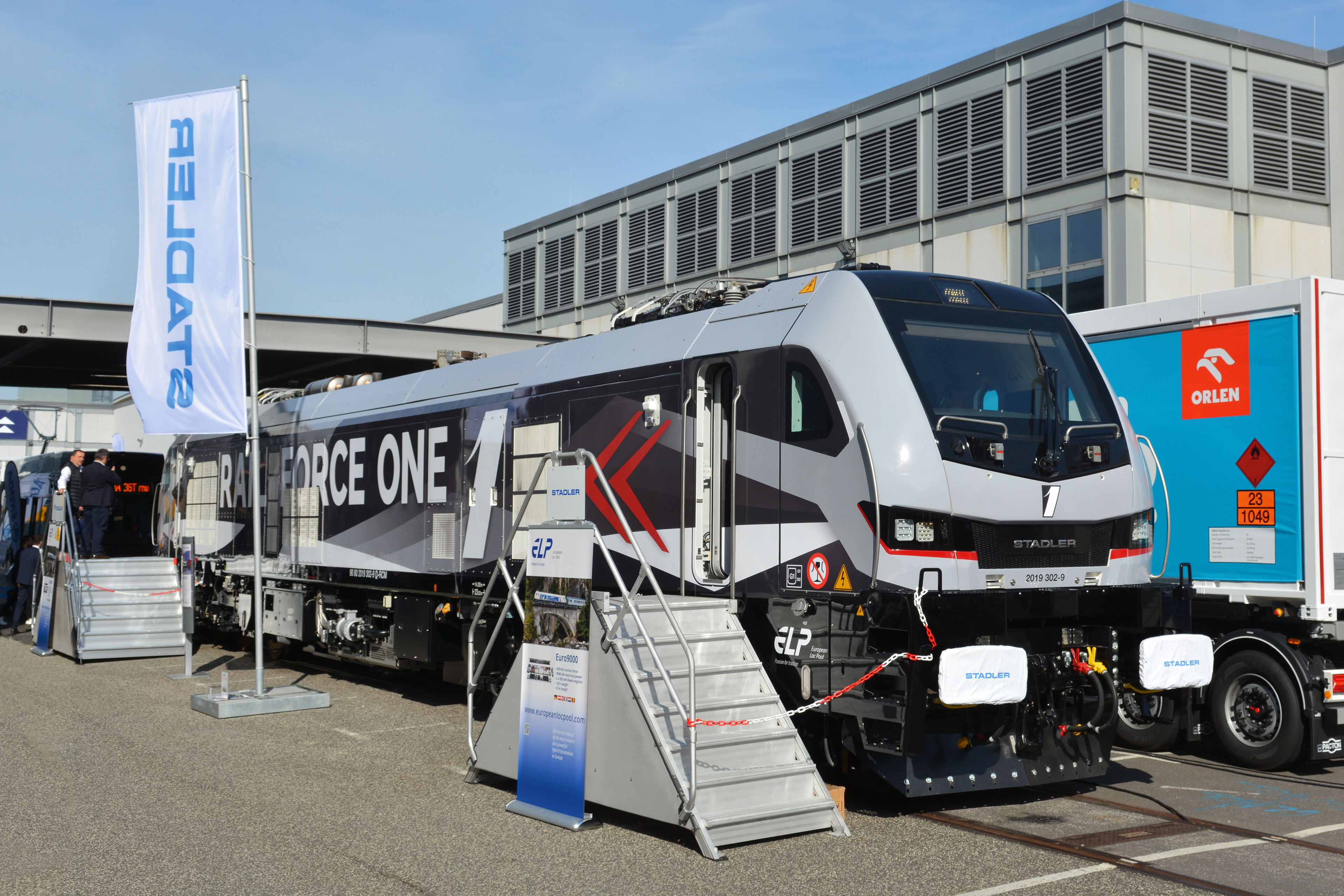
Euro9000 van RFO op InnoTrans